# Conus stimpsoni
Conus stimpsoni е вид охлюв от семейство Conidae. Видът не е застрашен от изчезване.

## Разпространение и местообитание
Разпространен е в Мексико (Кампече) и САЩ (Луизиана, Северна Каролина, Флорида и Южна Каролина).
Обитава крайбрежията и пясъчните дъна на морета и заливи.